# Paratherina striata
Paratherina striata là một loài cá thuộc họ Atherinidae. Nó là loài đặc hữu của Indonesia.